# پاتریتزیا کومر
پاتریتزیا کومر (انگلیسی: Patrizia Kummer؛ زادهٔ ۱۶ اکتبر ۱۹۸۷) اسنوبردسوار اهل سوئیس است.